# North Cadbury Court
North Cadbury Court – dwór w North Cadbury, w hrabstwie Somerset w Wielkiej Brytanii, zbudowany w latach ok. 1580-1610 przez Sir Francisa Hastingsa (właściciele podają rok 1581). Został wpisany na listę zabytków Wielkiej Brytanii (klasa I). 
Hastings kupił North Cadbury od swojego starszego brata Henry'ego Hastingsa, 3. earla Huntingdon. Mieszkał na terenie posiadłości już kilka lat wcześniej, kiedy zarządzał majątkami brata na południowym zachodzie kraju. Po śmierci żony Franciszka – Magdaleny w 1596 r. Hastings sprzedał majątek wraz z resztą posiadłości Matthew Ewensowi, jednemu z baronów skarbu (Barons of the Exchequer). Jego prabratanek, również Matthew Ewens, sprzedał rezydencję Arthurowi Duckowi. Dwór wraz z majątkiem został następnie zakupiony przez Richarda Newmana ok. 1620 i pozostał w rękach rodziny Newmanów aż do około 1796, kiedy to posiadłość została kupiona przez rodzinę Bennettów. Około 1800 r. dziedziniec został przebudowany na salę balową, a południową fasadę przebudowano w stylu georgiańskim.
W 1910 dwór zakupił Sir Archibald Langman i odtąd pozostaje w rękach rodziny. Jest wynajmowany na wesela i inne imprezy, i liczy 25 sypialni i 21 łazienek.
Podczas remontu przylegającego do posiadłości kościoła św. Michała w North Cadbury w latach 80. XX wieku uszkodzono jego wystrój. Miejscowy rzeźbiarz, John Robinson, zaprojektował nowoczesne postaci, by stanęły na miejscu uszkodzonych. Wskutek kontrowersji nie trafiły jednak do kościoła i ostatecznie zostały umieszczone na murach stajni na terenie North Cadbury, sąsiadującej z przykościelnym cmentarzem.